# Iraq in Fragments
Iraq in Fragments è un film documentario del 2006 di James Longley.

È stato nominato agli Oscar 2007 come miglior documentario.

## Trama
Il film racconta tre episodi di vita quotidiana dopo la guerra, seguendo un bambino a Baghdad, un militante sunnita nel sud e un ragazzino curdo.

## Riconoscimenti
- Sundance Film Festival 2006
  - Sezione documentari - Premio per la miglior regia, fotografia e montaggio
- Premi Oscar 2007
  - Candidatura Oscar al miglior documentario